# ジムロート冷却器
ジムロート冷却器（ジムロートれいきゃくき、英: Dimroth condenser）は加熱還流条件下で化学反応を行うときに、効率よく溶媒蒸気を凝縮させるガラス製の冷却器である。ドイツ人化学者オットー・ジムロートによって19世紀後半に考案された。

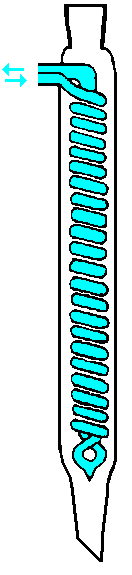
ジムロート冷却器

水などの気化潜熱の大きい液体ならば直管の外に冷却水を流す外筒をもつリービッヒ冷却器でも溶媒蒸気を凝縮捕捉可能である。しかしリービッヒ冷却器では、気化潜熱の小さいアセトンやメタノールのような有機溶媒が十分に凝縮させきれずに、長時間の反応で反応溶媒が蒸発して試薬の乾固や実験事故につながる恐れがある。このため、ジムロート冷却器を用いる。他の冷却器と比べて洗浄が大変なのでうまく使い分ける必要がある。

## 材質・形状
ジムロート冷却管は、立ち上がりからすぐに内径が3 - 4倍に太くなる直管の内部に、螺旋の冷却管が封入された形状をしている。通常はガラス製である。冷却管が螺旋状であるから溶媒蒸気との接触面積が大きく、効率的に蒸気を捕捉することができる。
冷却管の形状は螺旋を巻き下った後に、螺旋の中央の空間をまっすぐ上に立ち上がる形状になっている。したがってジムロートの冷却水は向流熱交換の観点から流し込む方向が決まっており、逆方向に冷却水を流すと効率的に蒸気を捕捉できなくなるので注意が必要である。
冷却効率の高いジムロート冷却器であるが、沸点が常温かそれ以下の液体を凝縮することは困難である。その場合はデュワー冷却器を使い、冷媒にドライアイス-アセトンないしは液体窒素を使って蒸気を捕集する必要がある。